# 阜成門 (太原)
阜成门，俗称旱西门，是太原府城的西北門，位於中國山西省境內。阜成门始建于1376年，初名通汾门，后改為阜成门，清亦称旱西门。后演化为地区和街巷名。
旱西门外是宋代時的柳溪遗址，明清时堙为荒滩、野坟，民国時期曾置牧牛场。